# Марураи, Джим
Джим Марураи (англ. Jim Marurai; 9 июля 1947, Ивируа — 4 ноября 2020) — политик Островов Кука, являлся премьер-министром этого государства с 14 декабря 2004 года по 29 ноября 2010 года.

## Биография
Родился в Ивируа (остров Мангаиа).
На пост премьер-министра был избран парламентом с результатом 14 «за» и 9 «против». Является членом Демократической партии (которая с 1997 по 2003 годы называлась Партией демократического альянса), так же, как и его предшественник, Роберт Вунтон.
Из-за внутренних противоречий в партии Марураи выходит в 2005 году из партии и формирует Первую партию Островов Кука, которая создаёт правительственную коалицию с Партией Островов Кука. Вскоре коалиция развалилась и Марураи образует коалицию с Демократической партией. Перед парламентскими выборами 2006 года он вернулся в Демократическую партию и сохранил за собой пост премьер-министра, однако председателем партии уже не стал.
До избрания премьер-министром работал министром образования, показав на этом посту хорошие результаты. Марураи — выпускник Университета Отаго в Данидине (Новая Зеландия).
Скончался 4 ноября 2020 года.

## Личная жизнь
- Являлся вдовцом, жена Туаине Марураи — скончалась 14 сентября 2005 года от рака в Окленде (Новая Зеландия).